# Mohamed Mohyeldin
Mohamed Ahmad Mohamed Mohyeldin (in arabo محمد أحمد محمد محي الدين‎?; 1º ottobre 1991) è un judoka egiziano.

## Biografia
Si è laureato campione continentale ai Giochi panafricani di Brazzaville 2015 nella categoria dei -73 kg.
Ha rappresentato l'Egitto ai Giochi olimpici estivi di Rio de Janeiro 2016, perdendo al primo turno contro il mongolo Ganbaataryn Odbayar nel torneo dei 73 kg.
Ai Giochi del Mediterraneo di Tarragona 2018 ha guadagnato la medaglia di bronzo nei -73 kg.

## Palmarès
- Giochi panafricani

Brazzaville 2015: oro nei -73 kg;
- Campionati africani

Port Louis 2014: bronzo nei -73 kg;
Libreville 2015: oro nei -73 kg;
Tunisi 2016: oro nei -73 kg;
Antanarivo 2017: oro nei -73 kg;
Tunisi 2018: argento nei -73 kg;
Città del Capo 2019: argento nei -73 kg;
Antanarivo 2020: oro nei -73 kg;
- Giochi del Mediterraneo

Tarragona 2018: bronzo nei -73 kg;
- Campionati africani junior:

Dakar 2010: oro nei -60 kg;